# Neorhodesiella dravida
Neorhodesiella dravida är en tvåvingeart som beskrevs av Cherian 2002. Neorhodesiella dravida ingår i släktet Neorhodesiella och familjen fritflugor. Inga underarter finns listade i Catalogue of Life.